# Hindsiclava alesidota
Hindsiclava alesidota är en snäckart som först beskrevs av Dall 1889.  Hindsiclava alesidota ingår i släktet Hindsiclava och familjen Turridae. Inga underarter finns listade i Catalogue of Life.